# 400309 Ralfhofner
400309 Ralfhofner este o planetă minoră (asteroid) din centura de asteroizi. A fost descoperită pe 14 octombrie 2007 la Radebeul de Martin Fiedler⁠(d). 
Obiectul prezintă o orbită caracterizată de o semiaxă mare de 2,4029793571388 UAi, o excentricitate de 0,16, o înclinație de 5,6 ° în raport cu ecliptica.